# Юяма, Акира
Акира Юяма (яп. 湯山 昭 Юяма Акира, род. 9 сентября 1932, Хирацука) — японский классический композитор, автор инструментальной и хоровой музыки, а также детских песен.

## Биография
Родился 9 сентября 1932 года в городе Хирацука, префектура Канагава, Япония.
Юяма обучался в Токийском университете искусств у Икенучи Томохиро  (яп. 池内 友次郎) по классу композиции.
Победитель музыкального конкурса Японии 1953 и 1954 годов (1-е и 2-е места), проводимого японской телерадиокомпанией NHK и корпорацией Mainichi Newspapers Co. Работает в различных жанрах, включая инструментальную и хоровую музыку, автор детских песен.
Президент ассоциации детских композиторов-песенников Японии  (яп. 日本童謡協会). Советник общества прав авторов, композиторов и издателей  (яп. 日本音楽著作権協会). В 2003 году был награждён орденом Восходящего солнца 4 степени с розеткой.

## Сочинения

### Работы для оркестра
- Симфоническая сюита для детей (1961)

### Камерная музыка
- Дивертисмент для саксофона-альта и маримбы (1968)
- Фортепианное трио ля-мажор
- Серенада для децимета
- Каприччио для трёх кото

### Фортепианные произведения
- Соната для фортепиано (1955)
- Фортепианная сюита «Мир детей»  (яп. こどものせかい) (1977)
- 20 пьес для фортепиано «Страна детей»  (яп. 子どもの国) (1967)
- 20 сонатин «Воскресная сонатина»  (яп. 日曜日のソナチネ) (1969)
- Сборник из 26 пьес «Мир сладостей»  (яп. お菓子の世界) (1974)
- Сборник из 48 пьес «Вселенная фортепиано»  (яп. ピアノメソード「ピアノの宇宙」)
- Фантазии для фортепиано «Созвездие звука»  (яп. 音の星座) (2009)